# Jezera (Teslić)
Jezera (szerbül: Језера), lakatlan település Bosznia-Hercegovinában, a Szerb Köztársaságban, Teslić községben.

## Fekvése
A település Bosznia-Hercegovina középső részének északi szélén, Dobojtól légvonalban 44, közúton 64 km-re délnyugatra, községközpontjától légvonalban 22, közúton 37 km-re délnyugatra, a Trogir-hegység délkeleti lejtőin, a Jezeračka-folyó forrásvidékén, 600-900 méteres magasságban található. 
A Jezeračka a Blatnica-folyó egyik mellékvize.

## Népessége
| Nemzetiségi csoport | Népesség 1991 | Népesség 2013 |
| ------------------- | ------------- | ------------- |
| Szerb               | 1063          | 0             |
| Bosnyák             | 0             | 0             |
| Horvát              | 1             | 0             |
| Jugoszláv           | 0             | 0             |
| Egyéb               | 5             | 0             |
| Összesen            | 1069          | 0             |

## Története
Jezera település 1878-ig tartozott az Oszmán Birodalomhoz, ekkor a berlini kongresszus határozata alapján az Osztrák-Magyar Monarchia része lett. 1879-ben az első osztrák-magyar népszámlálás során a Tešanji járáshoz és Komušina községhez tartozó településnek 17 háztartása és 234 ortodox szerb lakosa volt. 1910-ben a Tesanji járáshoz tartozó településen 27 háztartást és 354 ortodox lakost találtak. A monarchia szétesésével 1918-ban előbb a Szerb-Horvát-Szlovén Királyság, majd 1929-től a Jugoszláv Királyság része lett. Az 1929-es törvény értelmében, amikor Bosznia-Hercegovinát négy banovinára, Drinskára, Vrbaskára, Zetskára és Primorskára osztották, a település a Vrbaska banovina része lett, amelynek székhelye Banja Luka volt.
Jugoszlávia megszállása után a Független Horvát Állam (NDH) része lett. A második világháború után 1992-ig a település a szocialista Jugoszlávia keretében a Bosznia-Hercegovinai Népköztársaság része volt. A boszniai háborúig Jezera területe Teslić községhez tartozott. A Jezerát alkotó falvak 600-900 m tengerszint feletti magasságban helyezkedtek el. A daytoni békeszerződéssel és a két entitás elhatárolásával nagyobb része a Föderációhoz és Zenica önkormányzatához került, kisebb, lakatlan része pedig a Boszniai Szerb Köztársaság része lett. 

## Gazdaság
A terület a juhtenyésztésről és a burgonyatermesztésről volt ismert.